# Patrick Honohan
Patrick Honohan (Dublin, oktober 1949) is sinds september 2009 de 10de gouverneur van de Central Bank of Ireland.  Daarnaast is deze economist van opleiding professor internationale economie en ontwikkeling aan het Trinity College van Dublin. Honohan was eerder actief bij de Wereldbank, Internationaal Monetair Fonds (1971-1973), alsook bij de bank die hij thans leidt (1976-1981, 1984-1986). In de jaren tachtig was hij raadgever bij de toenmalige Ierse eerste minister Garret FitzGerald.

## Europese staatsschuldencrisis
In november 2010 was hij de eerste hoge verantwoordelijke die - in de media - om tussenkomst vroeg van het IMF en de Europese Unie tijdens de staatsschuldencrisis, nog voor de Ierse regering de beslissing had genomen. Enkele dagen later werd hij officieel gevolgd door het Ierse kabinet. 